# K-пространство (топология)
k-пространство (компактно порождённое пространство) — топологическое пространство, в котором замкнуты все множества,
пересечение которых с каждым компактным подмножеством этого пространства замкнуто. Часто к этому добавляют требование
хаусдорфовости пространства.

## Определение
Топологическое пространство {\displaystyle X} называют k-пространством, если его топология
согласована с семейством всех его компактных подпространств, то есть если в нём для каждого
подмножества {\displaystyle A\subset X} выполнено одно из следующих эквивалентных условий:
- Множество {\displaystyle A} замкнуто в {\displaystyle X} тогда и только тогда, когда всякое его пересечение {\displaystyle A\cap K} с каждым компактным множеством {\displaystyle K\subset X} замкнуто в этом множестве {\displaystyle K}.
- Множество {\displaystyle A} открыто в {\displaystyle X} тогда и только тогда, когда всякое его пересечение {\displaystyle A\cap K} с каждым компактным множеством {\displaystyle K\subset X} открыто в этом множестве {\displaystyle K}.

Часто под k-пространством понимают только хаусдорфовы пространства, удовлетворяющие
вышеуказанному определению.
Для хаусдорфовых пространств можно дать следующее эквивалентное определение k-пространства:
хаусдорфово пространство {\displaystyle X} является k-пространством, в том и только в том случае, если оно есть образ
некоторого локально компактного хаусдорфова пространства при факторном отображении (то есть оно гомеоморфно некоторому
факторпространству локально компактного хаусдорфова пространства).

## Отображения вk-пространствах
Отображение {\displaystyle f\colon X\to Y} k-пространства {\displaystyle X} в произвольное топологическое пространство
{\displaystyle Y} непрерывно в том и только в том случае, если всякое сужение этого отображения {\displaystyle f|_{K}} на
компактное множество {\displaystyle K} непрерывно.
Непрерывное отображение {\displaystyle f\colon X\to Y} произвольного топологического пространство {\displaystyle X} в
k-пространство {\displaystyle Y} замкнуто (открыто, факторно) в том и только в том случае, если для каждого компактного
подмножества {\displaystyle K} из области значений {\displaystyle Y} сужение этого отображения
{\displaystyle f_{K}\colon f^{-1}(K)\to K} замкнуто (соответственно открыто, факторно).
Если даны два факторных отображения {\displaystyle f_{1}\colon X_{1}\to Y_{1}} и {\displaystyle f_{2}\colon X_{2}\to Y_{2}}, у которых
области определения {\displaystyle X_{1}} и {\displaystyle X_{2}} и произведение областей значений {\displaystyle Y_{1}\times Y_{2}}
являются k-пространствами, то декартово произведение этих отображений
{\displaystyle f_{1}\times f_{2}\colon X_{1}\times X_{2}\to Y_{1}\times Y_{2}} является факторным отображением.

## Сохранение при операциях
Каждое открытое, а также каждое замкнутое подпространство хаусдорфова k-пространства является k-пространством. Однако
произвольное подпространство хаусдорфова k-пространства может не быть k-пространством.
Сумма семейства топологических пространств является k-пространством тогда и только тогда, когда все пространства из этого
семейства являются k-пространствами.
Произведение хаусдорфова k-пространства и локально компактного хаусдорфова пространства является k-пространством.
При этом произведение двух k-пространств в общем случае не является k-пространством.
Хаусдорфов образ хаусдорфова k-пространства при факторном (в частности, при открытом или замкнутом) отображении является
k-пространством. При этом образ хаусдорфова k-пространства при произвольном непрерывном отображении может не быть
k-пространством, даже если он совершенно нормален.

## Связь с другими классами пространств
Всякое полное по Чеху пространство (в частности любое локально компактное хаусдорфово пространство, а следовательно и
любое топологическое многообразие) является k-пространством.
Каждое секвенциальное пространство (в частности любое пространство с первой аксиомой счётности, а следовательно и
любое метрическое пространство) является k-пространством.
Всякое пространство точечно счётного типа является k-пространством.
Каждый CW-комплекс является k-пространством.